# Elizabetinski barok
Elizabetinski barok (rusko Елизаветинское барокко, latinizirano: Elizavetinskoe barokko) je izraz za ruski baročni arhitekturni slog, ki se je razvil med vladanjem Elizabete Ruske med letoma 1741 in 1762. Imenujejo ga tudi slog rocaille ali rokoko slog. Italijanski arhitekt Francesco Bartolomeo Rastrelli je ključna figura tega trenda, ki še vedno nosi ime Rastrellijev barok. Ruski arhitekt Sava Čevakinski je tudi znan predstavnik tega sloga.

## Slog
Za razliko od prejšnjih ruskih baročnih slogov, kot je petrovski barok, je elizabetinski barok po navadi cenil moskovski barok in ohranil samo bistvo ruskih arhitekturnih elementov, kot je pet kupol, oblikovanih kot čebula.
Elizabetinski barok je stremel k ustvarjanju arhitekture veličastja, da bi poveličeval moč Ruskega imperija. Rastrelli je zasnoval veličastne palače v Sankt Peterburgu in okolici: Zimski dvorec, Katarinino palačo v Carskem selu in palača Petergof. Za te palače so značilne velikanske dimenzije, sijajno zlato okrasje, uporaba dveh ali treh barvnih odtenkov za njihove fasade, uglajenost, ki jo doda pozlata, dajejo tem zgradbam poseben slog. Praznični značaj Rastrellijevega dela je pustil pečat v vsej ruski arhitekturi srede 18. stoletja. Njegovo najbolj spektakularno delo je samostan Smolni v Sankt Peterburgu, model, ki ga je izdelal, kaže ambicijo prvotnega projekta, ki ni bil dokončan: ogromen piramidalni zvonik ni bilo nikoli zgrajen.
Na Rastrellija sta vplivala francoska arhitekta Germain Boffrand in Robert de Cotte, veliki arhitekti srednje Evrope, kot so Balthasar Neumann (Würzburg), François de Cuvilliés (München),  Matthäus Daniel Pöppelmann (Dresden), Fischer von Erlach (Dunaj, Salzburg); samostani v Moskvi; da ne omenjamo Gian Lorenza Berninija in italijanskega baroka. Italijanski baročni okus je prilagodil neizmernosti pokrajine Sankt Peterburga, njegova umetnost je sestavljena iz amalgama vseh teh stogov, ki mu ga je uspelo preseči v izvirno sintezo, bolj rusko kot evropsko.
Razen nekaterih notranjosti ni povsem korektno, da bi ta slog obravnavali kot rokoko. Na primer, Rastrellijeve fasade Zimskega dvorca z bujno obarvanimi štukaturami, ki jih zaznamujejo mogočne kolonade in občutljive okenske odprtine, imajo trdnost zrelega baroka, ne pa zakrivljene lahkotnosti rokokoja.
Elizabetinski baročni slog najdemo tudi v delih moskovskih arhitektov sredi 18. stoletja, zlasti v tistih Dmitrija Uhtomskega in Ivana Fjodoroviča Mičurina. V Sankt Peterburgu je s carico Elizabeto Petrovno v realizaciji palač tekmovala množica arhitektov: Fjodor Semenovič Argunov, Sava Čevakinski, Andrej Kvasov. Švicarski arhitekt Pietro Antonio Trezzini je bil strokovnjak za področje verskih stavb. Razen nekaterih konstrukcij Andreja Kvasova, Antonia Rinaldija, Johanna Gottfrieda Schädela in Rastrellijeve cerkve svetega Andreja v Kijevu je slog v Ukrajini redko viden.
Po smrti carice Elizabete Petrovne so bila gradbena naročila predana Antoniju Rinaldiju, ki je prej delal za majhen dvor palače Oranienbaum. Odklonil je posnemati veličastne dosežke Rastrellija in v arhitekturo dvora vnesel slog rokokoja. V letih po letu 1760 je tudi Rinaldi, tako kot drugi priznani arhitekti, opustil baročni slog in se obrnil na estetiko klasicizma.

## Galerija
- Mornariška cerkev sv. Nikolaja
- Detajl mornariške cerkve sv. Nikolaja
- Cerkev svetega Klementa, Moskva
- Rdeča vrata v Moskvi
- Cerkev svete Katarine, Kingisepp
- Zahodna fasada Katarine palače
- Kapela Katarinine palače
- Detajl zimske palače
- Štukaturna stena Zimske palače
- Grand Cascade v Petehofu
- Grand Cascade in cerkev
- Cerkev v palači Peterhof
- Detajl cerkve v palači Peterhof
- Cerkev sv. Andreja v Kijevu
- Detajl cerkve sv. Andreja
- Ikonostas v cerkvi svetega Andreja